# Municipio de Lamb
El municipio de Lamb (en inglés: Lamb Township) es un municipio ubicado en el condado de Scott en el estado estadounidense de Arkansas. En el año 2010 tenía una población de 393 habitantes y una densidad poblacional de 6,61 personas por km².

## Geografía
El municipio de Lamb se encuentra ubicado en las coordenadas 34°52′32″N 93°57′29″O / 34.87556, -93.95806. Según la Oficina del Censo de los Estados Unidos, el municipio tiene una superficie total de 59.42 km², de la cual 59,36 km² corresponden a tierra firme y (0,1 %) 0,06 km² es agua.

## Demografía
Según el censo de 2010, había 393 personas residiendo en el municipio de Lamb. La densidad de población era de 6,61 hab./km². De los 393 habitantes, el municipio de Lamb estaba compuesto por el 93,38 % blancos, el 1,02 % eran amerindios, el 3,56 % eran asiáticos, el 0,76 % eran de otras razas y el 1,27 % eran de una mezcla de razas. Del total de la población el 1,27 % eran hispanos o latinos de cualquier raza.